# Adnan Kovačević
Adnan Kovačević (ur. 9 września 1993 w Kotor Varoš) – bośniacki piłkarz grający na pozycji środkowego obrońcy w Miedzi Legnica.

## Kariera klubowa
Wychowanek NK Travnik, włączony do pierwszego zespołu w sezonie 2010/2011. W bośniackiej ekstraklasie zadebiutował 19 maja 2011 w meczu z Boracem Banja Luka (0:2). Pierwszą bramkę w najwyższej klasie rozgrywkowej zdobył 28 maja 2011 w spotkaniu z Olimpikiem Sarajewo (3:5). W zespole z Travnika występował do końca sezonu 2012/2013. W tym czasie rozegrał w jego barwach 47 meczów ligowych i strzelił w nich dwa gole.
W latach 2013–2017 był zawodnikiem FK Sarajevo, w barwach którego rozegrał w bośniackiej ekstraklasie 59 meczów i strzelił trzy gole. W sezonie 2013/2014 wywalczył z nim Puchar Bośni i Hercegowiny (w obu meczach finałowych wszedł na boisko z ławki rezerwowych), natomiast w sezonie 2014/2015, w którym rozegrał 12 meczów, zdobył mistrzostwo kraju. W sezonie 2014/2015 wystąpił ponadto w pięciu meczach eliminacyjnych do Ligi Europy (m.in. w spotkaniu z Borussią Mönchengladbach). W sezonie 2015/2016 zdobył w bośniackiej ekstraklasie dwie bramki: 27 września 2015 w spotkaniu z NK Vitez (4:0) i 29 listopada 2015 w meczu z NK Travnik (4:0). Przez większość sezonu 2016/2017 pauzował z powodu kontuzji więzadła krzyżowego.
Na początku lipca 2017 przeszedł na zasadzie wolnego transferu do Korony Kielce, z którą podpisał dwuletni kontrakt z opcją przedłużenia o kolejny sezon. W Ekstraklasie zadebiutował 17 lipca 2017 w przegranym meczu z Zagłębiem Lubin (0:1). W sezonie 2017/2018 rozegrał 29 spotkań w polskiej lidze i sześć w Pucharze Polski. Na początku 2018 pauzował z powodu doznanej w styczniu na obozie przygotowawczym Turcji kontuzji ścięgna Achillesa. Pierwszego gola dla Korony zdobył 8 grudnia 2018 w zremisowanym meczu z Wisłą Płock (2:2).

## Kariera reprezentacyjna
W latach 2012–2013 występował w reprezentacji Bośni i Hercegowiny U-21. Zagrał w pięciu meczach eliminacyjnych do młodzieżowych mistrzostw Europy w Czechach, m.in. w rozegranym 11 czerwca 2013 spotkaniu z Albanią U-21 (4:1), w którym zaliczył asystę przy jednej z bramek.

## Statystyki
| Sezon                    | Klub          | Kraj                 | Rozgrywki     | Mecze | Bramki |
| ------------------------ | ------------- | -------------------- | ------------- | ----- | ------ |
| 2010/2011                | NK Travnik    | Bośnia i Hercegowina | Premijer liga | 3     | 1      |
| 2011/2012                | NK Travnik    | Bośnia i Hercegowina | Premijer liga | 18    | 0      |
| 2012/2013                | NK Travnik    | Bośnia i Hercegowina | Premijer liga | 26    | 1      |
| 2013/2014                | FK Sarajevo   | Bośnia i Hercegowina | Premijer liga | 17    | 1      |
| 2014/2015                | FK Sarajevo   | Bośnia i Hercegowina | Premijer liga | 12    | 0      |
| 2015/2016                | FK Sarajevo   | Bośnia i Hercegowina | Premijer liga | 21    | 2      |
| 2016/2017                | FK Sarajevo   | Bośnia i Hercegowina | Premijer liga | 9     | 0      |
| 2017/2018                | Korona Kielce | Polska               | Ekstraklasa   | 29    | 0      |
| 2018/2019                | Korona Kielce | Polska               | Ekstraklasa   | 31    | 2      |
| 2019/2020                | Korona Kielce | Polska               | Ekstraklasa   | 4     | 1      |
| Stan na 12 sierpnia 2019 |               |                      |               |       |        |

## Sukcesy
FK Sarajevo
- Mistrzostwo Bośni i Hercegowiny: 2014/2015
- Puchar Bośni i Hercegowiny: 2013/2014

Ferencvárosi TC
- Mistrzostwo Węgier: 2020/2021, 2021/2022, 2022/2023

- Puchar Węgier: 2022